# Piramisszámok
A számelméletben a piramisszámok olyan figurális számok, melyek egy sokszög alapú gúlát (piramist) jelképeznek. A „piramisszám” kifejezés gyakran a négyzetes piramisszámokra utal, melyeknek négyzet alakú az alapja, de utalhat akár a következőkre:
- Háromszög alapú piramisszámok (3 oldal)
- Négyzetes piramisszámok (4 oldal)
- Ötszög alapú piramisszámok (5 oldal)
- Hatszög alapú piramisszámok (6 oldal)
- Hétszög alapú piramisszámok (7 oldal)

vagy bármely nagyobb oldalszámú sokszög alapú piramisra is.
Az r-szög alapú piramisszámok általános képlete:
{\displaystyle P_{n}^{r}={\frac {3n^{2}+n^{3}(r-2)-n(r-5)}{6}},}
ahol r ∈ ℕ, r ≥ 3.